# مک ۱۰
مک ۱۰ (انگلیسی: Mack 10؛ زادهٔ ۹ اوت ۱۹۷۱) یک خواننده و هنرپیشه اهل ایالات متحده آمریکا است. وی نزدیک به ۱۱ میلیون ضبط به‌طور مستقل با ترکیب آثار انفرادی و گروهی به فروش رسانده. همچین وی اولین آلبوم خود را با نام Mack 10 در سال ۱۹۹۵ با برچسب Priority منتشر کرد. دو نسخه بعدی او «بر اساس یک داستان واقعی» (۱۹۹۷) و «دستور العمل» (۱۹۹۸) نیز به گواهی طلا رسید و به ترتیب در شماره ۱۴ و ۱۵ در بیلبورد ۲۰۰ به اوج خود رسیدند.

## گزیده فیلمشناسی
از فیلم‌ها یا برنامه‌های تلویزیونی که وی در آن نقش داشته‌است می‌توان به آثار زیر اشاره کرد.
- فرشته تاریکی (۲۰۰۱)